# Astropecten pusillulus
Astropecten pusillulus är en sjöstjärneart som beskrevs av Fisher 1906. Astropecten pusillulus ingår i släktet Astropecten och familjen kamsjöstjärnor. Inga underarter finns listade i Catalogue of Life.